# Libro degli Han

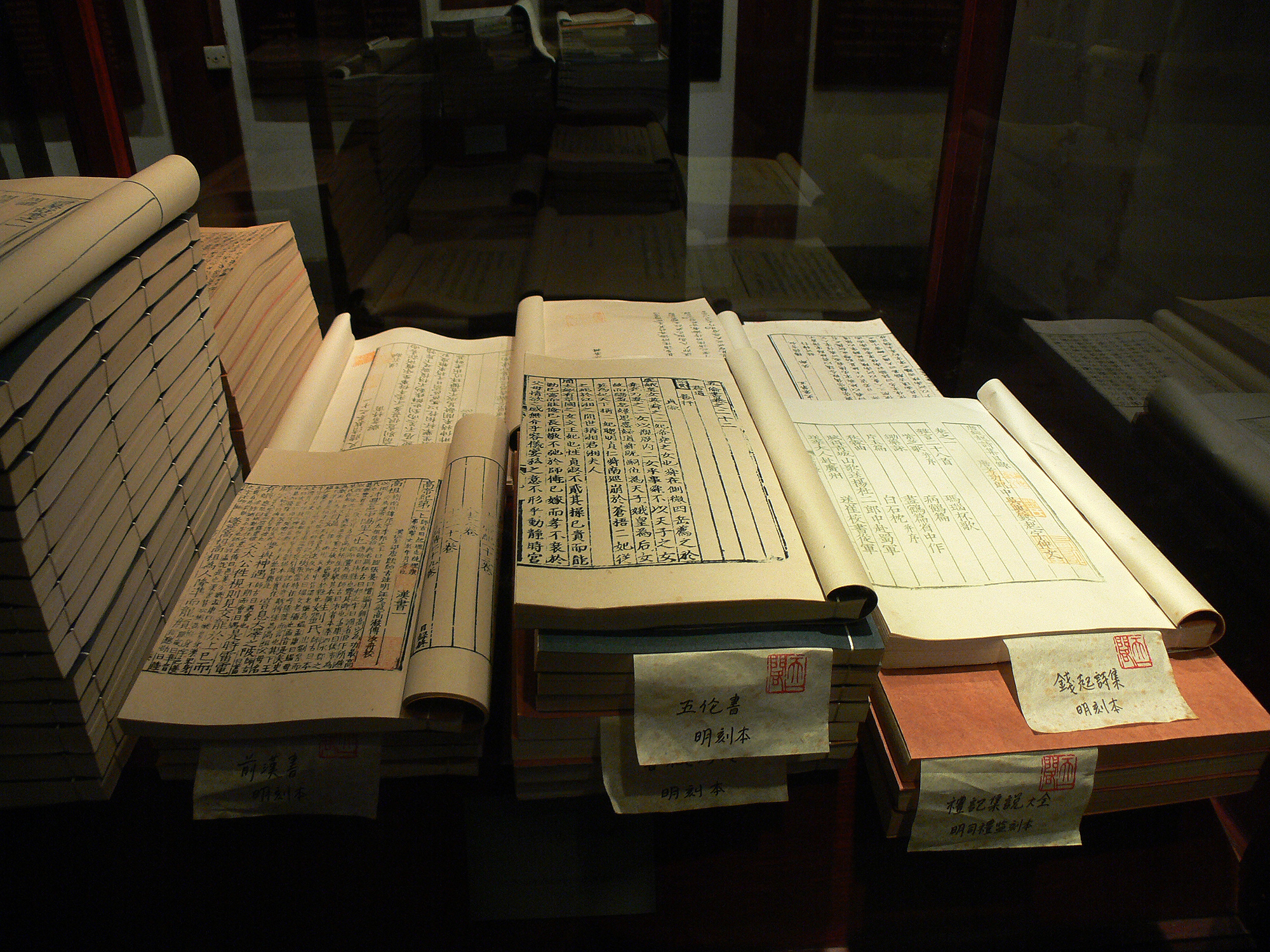
Pagine del Libro degli Han.

Il Libro degli Han (漢書T, 汉书S, HànshūP, Ch'ien Han ShuW) è un classico della storiografia cinese che copre il periodo storico della dinastia Han occidentale dal 206 a.C. al 25 d.C.  È spesso indicato anche con il nome di Libro degli Han anteriori (Libro dei Primi Han).

## Descrizione
La redazione di questo grande lavoro enciclopedico iniziò nel I secolo a opera di Bān Biāo (3-54). L'autore non riuscì a completare l'opera prima di morire, e alla sua morte il lavoro venne continuato dal figlio maggiore Bān Gù. La stesura venne terminata nel 111 d.C. da Bān Zhāo, figlia minore di Biāo.
L'opera ammonta a ben 100 libri in totale, e include sezioni dedicate al diritto, alle scienze, alla geografia e alla letteratura. I volumi minori di cronologia (vol. 13-20) e di astronomia (vol. 26) sono opera della figlia di Biāo. Il 96° volume raccoglie molte informazioni culturali e socio-economiche sui confini occidentali, ricavate con tutta probabilità dalle memorie del generale Zhang Qian che aveva attraversato tali territori. Non era inusuale che uno storico si rivolgesse a un generale per ricavare le informazioni necessarie alla redazione della sua opera, come fece lo stesso Sima Qian nel corso della stesura delle Memorie di uno storico, altra opera di capitale importanza per la storia della storiografia cinese.
Esiste anche un libro che racconta la storia degli Han dopo il 25 d.C., il cosiddetto Libro degli Han posteriori (Libro degli Ultimi Han). Quest'opera, che copre il periodo della dinastia Han orientale che va dal 25 al 220 d.C. venne redatta nel V secolo dal letterato Fan Ye (398-445).
Il Libro degli Han è diventato un importante modello per la storiografia delle dinastie successive. Fa parte del cosiddetto Canone delle Ventiquattro Storie, insieme alle Memorie di uno storico, alle Cronache dei Tre Regni e al Libro degli Han posteriori.